# Der besiegte Geizhals
Der besiegte Geizhals ist eine US-amerikanische Filmkomödie aus dem Jahr 1949 von Sidney Lanfield mit Bob Hope und Lucille Ball in den Hauptrollen. Der Film wurde von Paramount Pictures produziert und ist eine Neuverfilmung von Die Glückspuppe aus dem Jahr 1934. Wie auch beim Vorgänger basiert das Drehbuch auf der Kurzgeschichte Little Miss Marker von Damon Runyon, die am 26. März 1932 im Magazin Collier’s veröffentlicht wurde. Der Film wurde auch unter dem Titel Kindermädchen wider Willen gezeigt.

## Handlung
Humphrey Jones, genannt Sorrowful (dt.: kummervoll), ist Buchmacher, der Pferdewetten im Hinterzimmer eines Friseurs annimmt. Dreamy Joe, das Pferd des Nachtclubbesitzers Big Steve Holloway, siegt überraschend und bringt Jones durch die hohe Gewinnquote in Schwierigkeiten. Bei einem Treffen mit Big Steve in dessen Nachtclub sind auch andere Buchmacher anwesend. Big Steve erklärt, er habe das Rennen manipuliert, indem er Dreamy Joe gedopt habe. Nun verlangt er von jedem der Buchmacher 1.000 Dollar, dafür erhalten sie Informationen, ob das Pferd in Zukunft gewinnt oder verliert.
Beim nächsten Rennen soll das Pferd verlieren. Jones nimmt wie gewohnt Wetten an. Auch Orville Smith setzt sein letztes Geld auf Dreamy Joe und hinterlässt seine vierjährige Tochter Martha Jane als Pfand. Kurz darauf findet Smith über Big Steves Betrug heraus. Er will ihn zur Rede stellen, wird aber von Big Steves Handlanger Once Over Sam getötet. Als Orville nicht zurückkehrt, um seine Tochter abzuholen, dringt Jones Partner Regret darauf, dass Jones das Kind zu sich nach Hause mitnimmt.
Am nächsten Tag bittet Jones seine Ex-Freundin, die Tänzerin Gladys O’Neill um Hilfe. Big Steve besucht Jones und informiert ihn, dass die Rennkommission eine Untersuchung veranlasst hat. Big Steve überträgt das Eigentum des Pferdes auf Martha Jane. Beim nächsten Rennen will er Dreamy Joe wieder unter Drogen setzen, was das Pferd auch nicht überleben soll.
Am nächsten Tag wird Smiths Leiche im East River gefunden. Jones erfährt, dass auch die Mutter des Mädchens verstorben ist. Gladys, die nichts von Big Steves Machenschaften weiß, fordert, dass Martha Jane das Preisgeld erhalten soll, sollte das Pferd gewinnen. Andernfalls will sie zur Polizei gehen. Big Steve findet heraus, dass Martha Jane die Tochter von Smith ist und will sie loswerden. Als er mit Sam bei Jones auftaucht, versteckt dieser das Kind auf der Feuerleiter. Martha Jane fällt von der Leiter und kommt bewusstlos ins Krankenhaus. Dort ruft sie in ihrer Bewusstlosigkeit nach Dreamy Joe.
Jones und Regret entführen das Pferd und schaffen es ins Krankenzimmer zu Martha Jane. Das Wiehern lässt das Mädchen erwachen. Gleichzeitig werden Big Steve und Sam wegen des Mordes an Orville Smith von Detective Reardon festgenommen. Als Reardon später vorschlägt, Martha Jane in einem Waisenhaus unterzubringen, macht Jones Gladys einen Antrag. Die Hochzeit wird schnell vollzogen. Später reist das Paar mit ihrer adoptierten Tochter Martha Jane in die Flitterwochen.

## Produktion

### Hintergrund
Gedreht wurde der Film vom 7. April bis Anfang Juni 1948 in New York (Broadway und Times Square) sowie in den Paramount-Studios in Hollywood.
Der Journalist Walter Winchell, ein guter Freund von Damon Runyon, sprach die Einleitung. Seine Gage spendete er der Damon-Runyon-Krebsstiftung, die Winchell im Namen des 1946 an Kehlkopfkrebs verstorbenen Autors ins Leben rief.
Der Film ist der erste von drei Neuverfilmungen von Die Glückspuppe. 1962 drehte Norman Jewison Ein Rucksack voller Ärger (40 Pounds of Trouble) mit Tony Curtis. 1980 entstand Ein reizenden Fratz (Little Miss Marker) mit Walter Matthau.

### Stab
Hans Dreier und Albert Nozaki waren die Art Directors, Sam Comer und Bertram C. Granger die Szenenbildner. Farciot Edouart und Gordon Jennings waren für die Spezialeffekte verantwortlich, Wally Westmore für das Make-up.

### Besetzung
In kleinen, nicht im Abspann erwähnten Nebenrollen traten Selmer Jackson und Sid Tomack auf.
Für Mary Jane Saunders war es das Filmdebüt.

### Musik
Jay Livingston und Ray Evans komponierten den Song Havin' a Wonderful Wish. Vorgetragen von Lucille Ball, stammte die Singstimme von der Sängerin Annette Warren.
Bob Hope und Mary Ann Saunders sangen das Lied Rock-a-Bye Bangtail, das eine von Livingston und Evans neu arrangierte und getextete Version von Rock-a-Bye Baby von Effie I. Canning war.

## Synchronisation
Die deutsche Synchronfassung wurde von der Ultra-Film, München, unter der Dialogregie von Alfred Vohrer erstellt. Das Dialogbuch schrieb G. A. von Ihering.
| Rolle          | Schauspieler | Deutscher Synchronsprecher |
| -------------- | ------------ | -------------------------- |
| Humphrey Jones | Bob Hope     | Bum Krüger                 |

## Veröffentlichung
Die Premiere des Films fand am 5. Juni 1949 in New York statt. In der Bundesrepublik Deutschland kam er am 1. Januar 1951 in die Kinos.

## Kritiken
Der Filmkritiken-Aggregator Rotten Tomatoes hat in einer Auswertung ein Publikumsergebnis von 73 Prozent positiver Bewertungen ermittelt.
Das Lexikon des internationalen Films schrieb: „Eine freundliche und optimistische Komödie mit Rennplatzatmosphäre.“
Die Variety lobte den Film als warme Komödie, die mit viel Herz gespielt wird.
Für den Kritiker des TV Guide war es ein Vergnügen Bob Hope in einer Rolle zu sehen, die die Lacher nicht durch sein überzogenes Spiel, sondern durch witzige Dialoge und sonderbare Situationen hervorlocke.